# Herman Brusselmans
Pour les articles homonymes, voir Brusselmans.
Herman Frans Martha Brusselmans, né le 9 octobre 1957 à Hamme (province de Flandre-Orientale), est un écrivain belge flamand de langue néerlandaise.
Peu connu du côté francophone de la frontière linguistique, il est l'auteur d'une centaine d'ouvrages dont de nombreux romans, dont plusieurs best-sellers en Flandre. Il écrit fréquemment dans la presse écrite et tient une chronique hebdomadaire dans le périodique Humo depuis le début des années 1990. Connu pour son style provocateur et satirique, il a fait l'objet de plusieurs polémiques,.

## Biographie

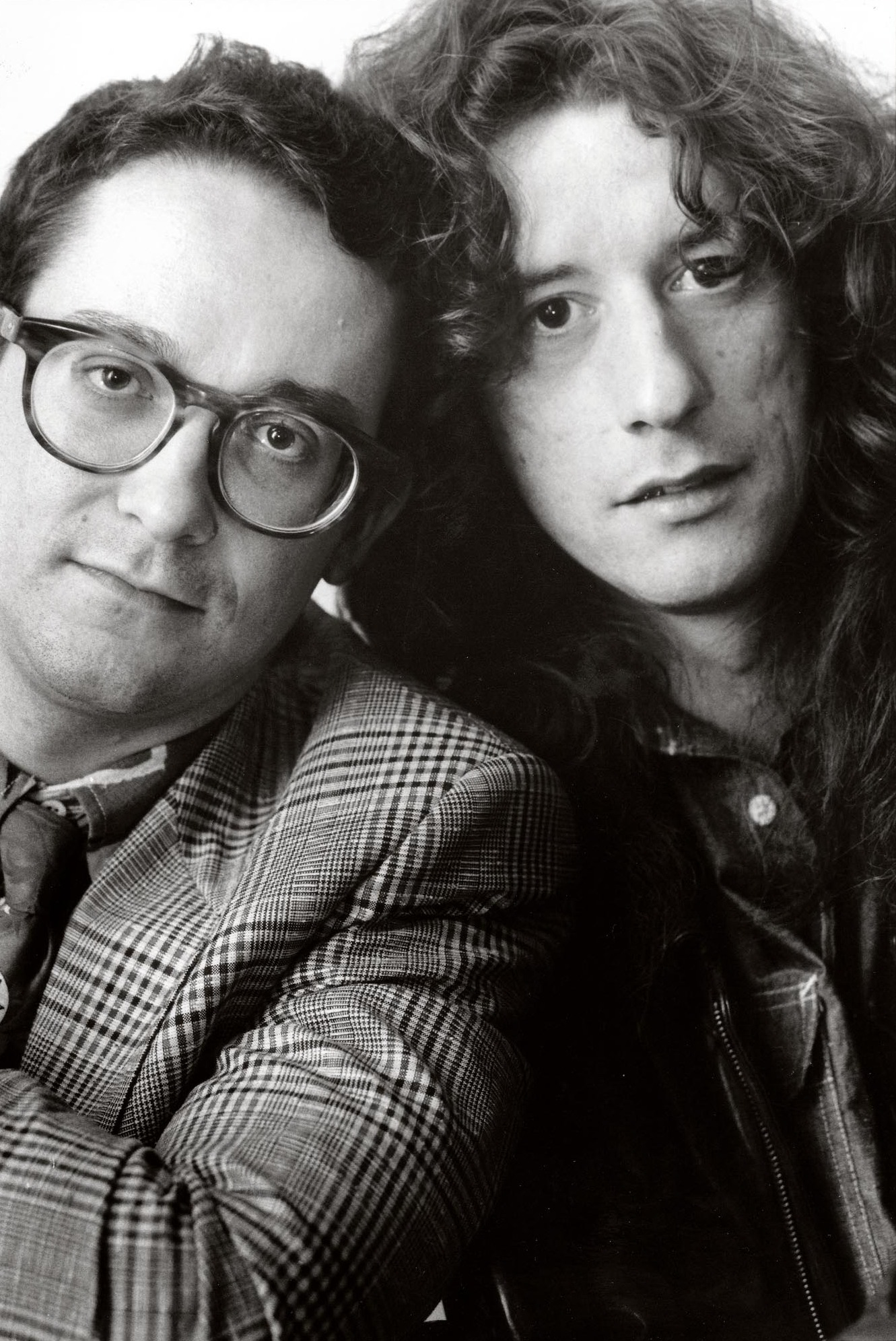
Tom Lanoye et Herman Brusselmans en 1989.

D'abord joueur de football (Vigor Hamme et Sporting Lokeren), son travail de bibliothécaire dans un ministère lui inspire le roman qui le fait percer, De man die werk vond (1985), dont le héros, Louis Tinner passe son temps à boire et à fantasmer sur la distributrice de café.
Dès ce livre, Brusselmans est considéré comme un des innovateurs de la littérature flamande, avec Tom Lanoye et Kristien Hemmerechts. Son œuvre est marquée par un fort caractère autobiographique et a pour thèmes récurrents l'alcool, le sexe et l'ennui. Un autre de ses sujets de prédilection est la vie dans la campagne flamande dans les années 1970, comme dans Het einde van mensen in 1967 (1999).
Outre sa prolificité (septante-cinq romans), Brusselmans doit sa grande notoriété, notamment auprès du jeune public, à sa médiatisation (presse et télévision).
En 2006, le film Ex Drummer est adapté du roman éponyme.

## Propos polémiques tenus dans la presse
Réputé pour son style provocateur et satirique, Herman Brusselmans a été au centre de nombreuses polémiques. Il a notamment été condamné  en 1999 à une amende de 100 000 francs belges pour avoir délibérément dénigré une créatrice de mode, Ann Demeulemeester dans son ouvrage blessé le concepteur dans son ouvrage satirique Uitgeverij Guggenheimer, qui n'est toutefois pas retiré des ventes.
Le 6 août 2024, il publie une chronique dans Humo où il évoque son émotion à la vue d'une photo d'un enfant palestinien pleurant à côté de sa mère ensevelie sous des décombres. S’incarnant en un père palestinien voyant son fils pleurer sa mère, il écrit : « [je suis] tellement enragé que je veux enfoncer un couteau pointu dans la gorge de chaque juif que je rencontre. » La chronique sera ensuite retirée du site de l'hebdomadaire, mais pas avant d'avoir déclenché une vive polémique. Plusieurs organisations juives portent plainte, conduisant à des poursuites pour incitation à la haine et négationnisme,,.
Brusselmans et la rédaction en chef de Humo répondent que les propos « font partie d’une chronique satirique » et qu'ils ne doivent pas être pris au pied de la lettre. Le 11 mars 2025, le tribunal de première instance l'acquitte, estimant que les limites de la liberté d'expression n'ont pas été dépassées.

## Œuvres

### Publications

#### Romans
- 1984: Prachtige ogen
- 1985: De man die werk vond (Tinner 1)
- 1986: Heden ben ik nuchter
- 1987: Zijn er kanalen in Aalst?
- 1989: Dagboek van een vermoeide egoïst
- 1990: Vlucht voor mij
- 1991: Ex-schrijver (Plotseling gebeurde er niets 1)
- 1993: Ex-minnaar (Plotseling gebeurde er niets 2)
- 1994: Ex-drummer (Plotseling gebeurde er niets 3)
- 1994: Het oude nieuws van deze tijden
- 1995: De terugkeer van Bonanza (Guggenheimer 1)
- 1995: Vrouwen met een IQ
- 1996: Autobiografie van iemand anders
- 1996: Guggenheimer wast witter (Guggenheimer 2)
- 1997: Zul je mij altijd graag zien?
- 1997: Logica voor idioten
- 1998: Nog drie keer slapen en ik word wakker (Tinner 2)
- 1999: Het einde van mensen in 1967
- 1999: Uitgeverij Guggenheimer (Guggenheimer 3)
- 2000: Vergeef mij de liefde (Iedereen is uniek behalve ik 1)
- 2001: Pitface
- 2002: De kus in de nacht (Iedereen is uniek behalve ik 2)
- 2002: Mank
- 2003: De droogte
- 2004: Ik ben rijk en beroemd en ik heb nekpijn (Iedereen is uniek behalve ik 3)
- 2004: In de knoei
- 2005: Het spook van Toetegaai
- 2007: Muggepuut (Danny 1)
- 2007: De perfecte koppijn (Danny 2)
- 2008: Toos (Danny 3)
- 2008: Een dag in Gent
- 2009: Mijn haar is lang
- 2009: Kaloemmerkes in de zep
- 2010: Trager dan de snelheid (Tinner 3)
- 2011: Van drie tot zes
- 2011: De biografie van John Muts
- 2012: Watervrees tijdens een verdrinking
- 2012: Guggenheimer in de mode (Guggenheimer 4)
- 2013: Mogelijke memoires
- 2013: De qualastofont
- 2014: Poppy en Eddie (Poppy en Eddie 1)
- 2014: Zeik (Moord en andere onzin 1)
- 2014: Poppy en Eddie en Manon (Poppy en Eddie 2)
- 2015: Zeik en de moord op de poetsvrouw van Hugo Claus (Moord en andere onzin 2)
- 2016: Poppy en Eddie en Manon en Roy Harper (Poppy en Eddie 3)
- 2016: Zeik en het lijk op de dijk (Moord en andere onzin 3)
- 2016: De Fouten
- 2017: Guggenheimer koopt een neger (Guggenheimer 5)
- 2017: Hij schreef te weinig boeken
- 2018: Feest bij de familie Van de Velde
- 2018: Achter een struik
- 2019: Zo dom als Albert Einstein
- 2019: De Tafel
- 2020: Bloed spuwen naar de hematoloog
- 2020: Vertrouw mij, ik kom uit de veehandel
- 2021: Maanlicht van een andere planeet (Tinner 4)
- 2021: Geschiedenis van de moderne literatuur
- 2022: Theet 77
- 2023: Het huwelijk van Jan en Sofie

#### Nouvelles
- 1988: Iedere zondag sterven en doodgaan in de week
- 2006: De dollartekens in de ogen van Moeder Theresa
- 2007: Het team der wezen
- 2007: Kwantum
- 2008: Over mijn vrouw
- 2009: Stationsroman (avec Joke van Leeuwen, Tom Naegels, Anne Provoost et Oscar van den Boogaard, à propos de la restauration de la gare d'Anvers)
- 2014: Waarom België (geen) wereldkampioen wordt
- 2016: Nul-Nul

#### Récits
- 1982: Het zinneloze zeilen
- 1992: Het mooie kotsende meisje (chroniques, théâtre, etc.)
- 1998: Bloemen op mijn graf (chroniques, poésies, etc.)
- 2000: In onze barre prachtige tijden
- 2002: Patiënt HB
- 2022: Problemen die er geen zijn

#### Divers
- 1988: Een bos op zoek naar bomen (bande dessinée, scénario avec Bond Beter Leefmilieu, dessins d’Erik Meynen)
- 1988: De geschiedenis van de Vlaamse letterkunde
- 1989: De geschiedenis van de wereldliteratuur (chroniques)
- 1989: De Canadese muur (pièce de théâtre, avec Tom Lanoye)
- 1997: Meisjes hebben grotere borsten dan jongens (poésies pour enfants)
- 1997: Doch verder geen paniek (citations rassemblées par Gerd De Ley)
- 2000: De koffer (bande dessinée, dessins de Caryl Strzelecki)
- 2004: Heilige schrik (chroniques)
- 2007: Nog steeds geen paniek (recueil de citations rassemblées par Gerd de Ley)
- 2010: Vragen van liefde
- 2023: Ex-roker

### Traduction en français
- Louis Tinner, bibliothécaire [« De man die werk vond »], Wavre, Belgique, trad. par Marie Hooghe et Pierre Guller, Éditions Mols, coll. « La longue vue », 1993, 164 p. (ISBN 978-2871210153)

### Filmographie
Sauf indication contraire, les informations mentionnées dans cette section peuvent être confirmées par la base de données cinématographiques IMDb,  présente dans la section « Liens externes ».

#### Comme scénariste
- 2007 : Ex Drummer[5],[14], scénariste, réalisateur : Koen Mortier

#### Comme acteur
- 1996 : Camping Cosmos[15], un peintre autiste.

### Articles
- Gery De Maet, « Ils ne tombent que sur les mauvaises personnes », La DH Les Sports+,‎ 28 juillet 2014 (lire en ligne, consulté le 5 février 2024).